# Geometra deleta
Geometra deleta är en fjärilsart som beskrevs av Burrows 1905. Geometra deleta ingår i släktet Geometra och familjen mätare. Inga underarter finns listade i Catalogue of Life.